# Ivalo
Ivalo (inarskou sámštinou Avveel, severosámsky Avvil, skoltskou sámštinou Âˊvvel) je největší sídlo obce Inari ve finském Laponsku. Ivalo leží na stejnojmenné řece asi 20 km jižně od jezera Inari. V roce 2003 dosáhl počet obyvatel Ivala 3 998. Je zde menší letiště. 30 km na jih od Ivala se nachází hojně navštěvovaná turistická destinace Saariselkä.

## Historie
Vesnice Kyrö byla založena v roce 1750 finským osadníkem Henrikem (Heikki) Mikonpoikou Kyrö, pocházejícím z údolí Tornio. Předtím, než se usadil v Inari, strávil nějaký čas v Enontekiö a Kittilä.
Ivalo bylo oficiálně samostatnou vesnicí od poloviny 19. století, ale jeho název se rozšířil až na počátku 20. století. Někteří lidé v Inari ho znali také jako Iivalo. Růst Ivalo začal poté, co byla postavena silnice vedoucí do Petsamo. V roce 1940 bylo Kyrö plně sloučeno s Ivalem.
Během Laponské války (1944–1945) bylo Ivalo těžce poškozeno ustupujícími německými jednotkami vedenými generáloberstem Lotharem Rendulicem. Obec byla následně rozsáhle přestavěna.